# Parque eólico marino de Fécamp
El parque eólico marino de Fécamp es un parque eólico marino de compuesto por 71 aeroturbinas repartidas por una extensión de 60 km2, aproximadamente a 13 km de la costa francesa de Fécamp. Puesto en servicio parcialmente en julio de 2023, el parque entró en carga integral el 10 de junio de 2024.

## Ubicación
El parque está situado en Normandía, en el departamento de Sena Marítimo, entre 13 y 21 km de la costa de la ciudad de Fécamp, en una superficie de 60 km2  . La ubicación del parque está determinada por decreto.

## Historia
Las discusiones en torno al proyecto comenzaron en 2007 con la creación de un comité de consulta local. En 2008 se iniciaron los estudios técnicos y ambientales. En 2011, el Estado francés lanzó una licitación para la construcción del parque.
La licitación fue adjudicada en 2012 a las empresas EDF Renouvelables, Dong Energy y Alstom como proveedor exclusivo. En 2013, una vez finalizado el estudio de impacto ambiental y los diversos estudios técnicos, se procedió a la presentación de solicitudes de autorización. En 2015, el proyecto recibió una opinión favorable de la comisión de investigación pública.
En 2020, comenzó la construcción de las primeras estructuras. Posteriormente, entre 2021 y 2022, se instalaron en alta mar las cimentaciones, la subestación eléctrica, los cables  y los aerogeneradores.. Los trabajos se vieron ralentizados por el paso de la tormenta Ciarán en octubre de 2023. 
Los trabajos de conexión del parque eólico marino a la red eléctrica corren a cargo de RTE . Está previsto que el parque entre en servicio el 15 de mayo de 2024.

### Construcción
La construcción del parque está a cargo de diversos actores especializados:

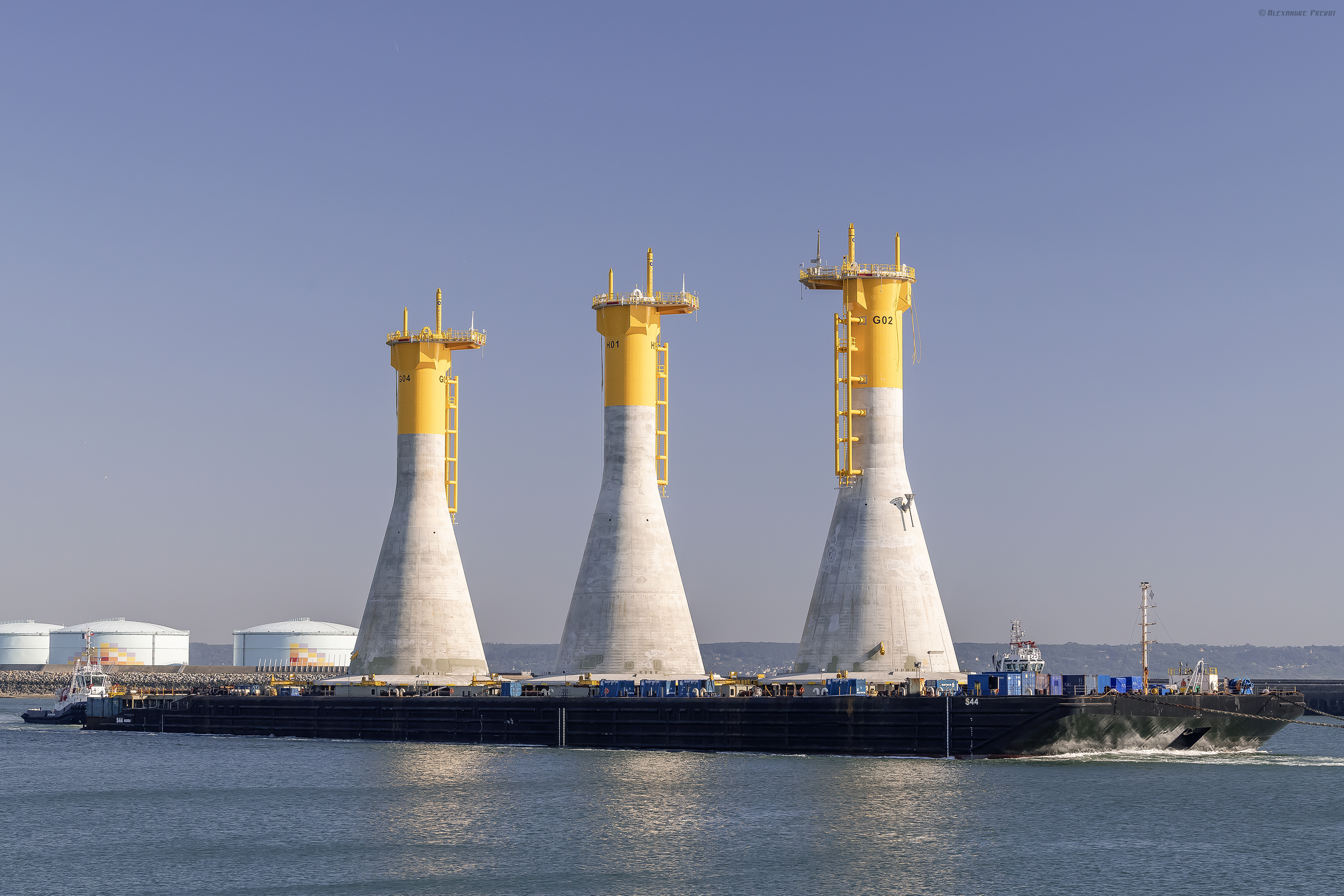
Cimentaciones gravitacionales para los aerogeneradores del parque eólico marino de Fécamp: 5.000 t para un diámetro de 31 m en la base y una altura de entre 48 y 54 m

- Cimentaciones gravitacionales para los aerogeneradores del parque eólico marino de Fécamp: 5.000 t para un diámetro de 31 m en la base y una altura de entre 48 y 54 m Los cimientos de los aerogeneradores son fabricados por Bouygues Travaux Publics, en colaboración con Saipem y Boskalis [9] en Bougainville en Le Havre .
- Los aerogeneradores son del tipo Siemens Gamesa.[10] Fabricados en Le Havre, se premontan en Cherburgo.[7]

#### Conexión eléctrica
El parque eólico dispone de una subestación eléctrica y está conectado a la subestación eléctrica de Sainneville mediante un enlace doble de 225 kV  con una distancia de 50 km, primero bajo el agua durante 18 km  hasta el punto de desembarque en el puerto de Fécamp, luego bajo tierra durante 32 km .

#### Conexión en tierra
En agosto de 2021 se instalaron dos vainas de 260 m  en una zanja en el fondo del canal y a través del muelle hasta las cámaras de unión  ubicadas bajo el muelle del puerto de Fécamp, canal denominado Édouard Levasseur.

#### Instalación de cables
En septiembre de 2021 se instaló el primero de los dos cables desde el buque cablero « Cable enterprise »  El cable se inserta primeramente en las vainas colocadas en el canal y hasta las cámaras de unión para su conexión final con tierra. Luego lo desenrollan y lo entierran en el fondo del mar  hasta llegar al parque, en alta mar. El segundo cable se instalará de manera idéntica  En septiembre de 2022 comenzaron las obras de conexión de los cables submarinos a la subestación eléctrica marina, en el corazón del parque eólico.

#### Subestación eléctrica de Sainneville
Para conectar eléctricamente el parque eólico a la red eléctrica de Francia se puso en marcha la subestación eléctrica de Sainneville. Las obras comenzaron en junio de 2020. La subestación eléctrica ocupa una extensión de 2,6 ha. 
Puesto en servicio de manera progresiva desde julio de 2023, fecha de la primera conexión de un aerogenerador del parque al sistema nacional. Con fecha 10 de junio de 2024 el parque marino entró en servicio integral. En su conjunto el parque ha generado una producción de 1,3 TWh en 2024.

## Características

#### Producción eléctrica
El parque está formado por 71 aerogeneradores capaces de suministrar 500 MW , el equivalente al consumo eléctrico doméstico de 770.000 personas, lo que supone el 60 % de los habitantes del departamento de Sena Marítimo.

#### Tecnología
Los cimientos se basan en la gravedad, lo que supone una novedad mundial a esta escala. Pesan casi 5.000 toneladas cada uno y tienen una altura de 50 m.

#### Impacto
Según ADEME, el proyecto se llevó a cabo con la población y los actores locales informados de su impacto ambiental.